# Mateești (gmina)
Mateești – gmina w Rumunii, w okręgu Vâlcea. Obejmuje miejscowości Greci, Mateești i Turcești. W 2011 roku liczyła 3096 mieszkańców.